# Æthelberht II.

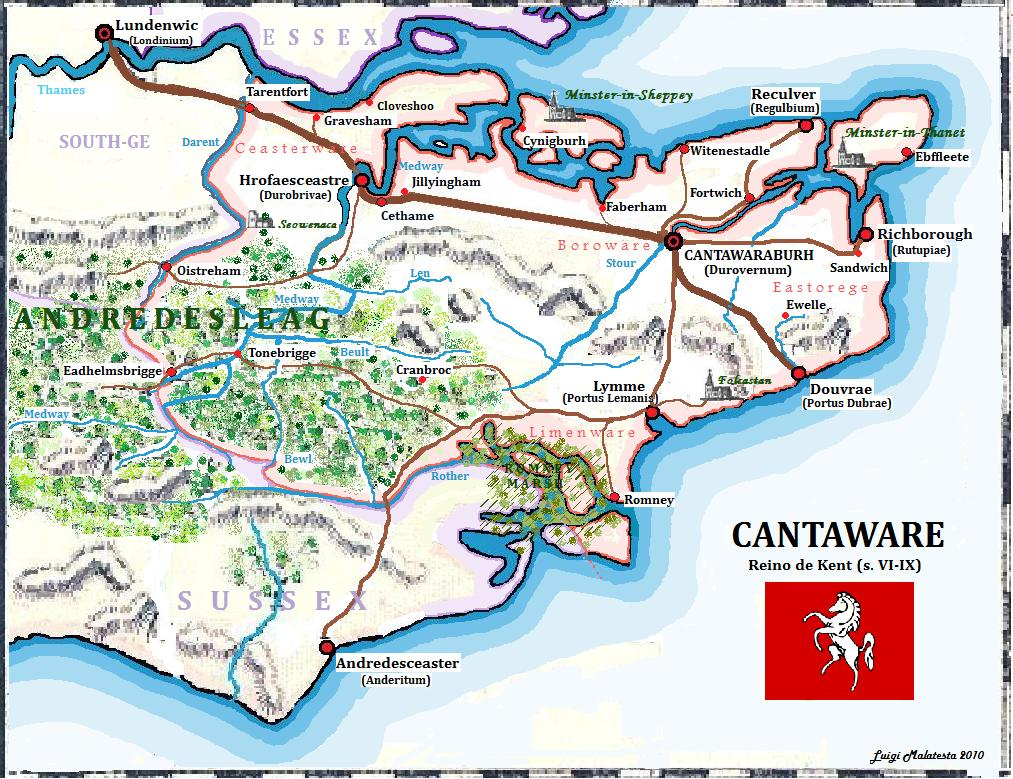
Kent in angelsächsischer Zeit

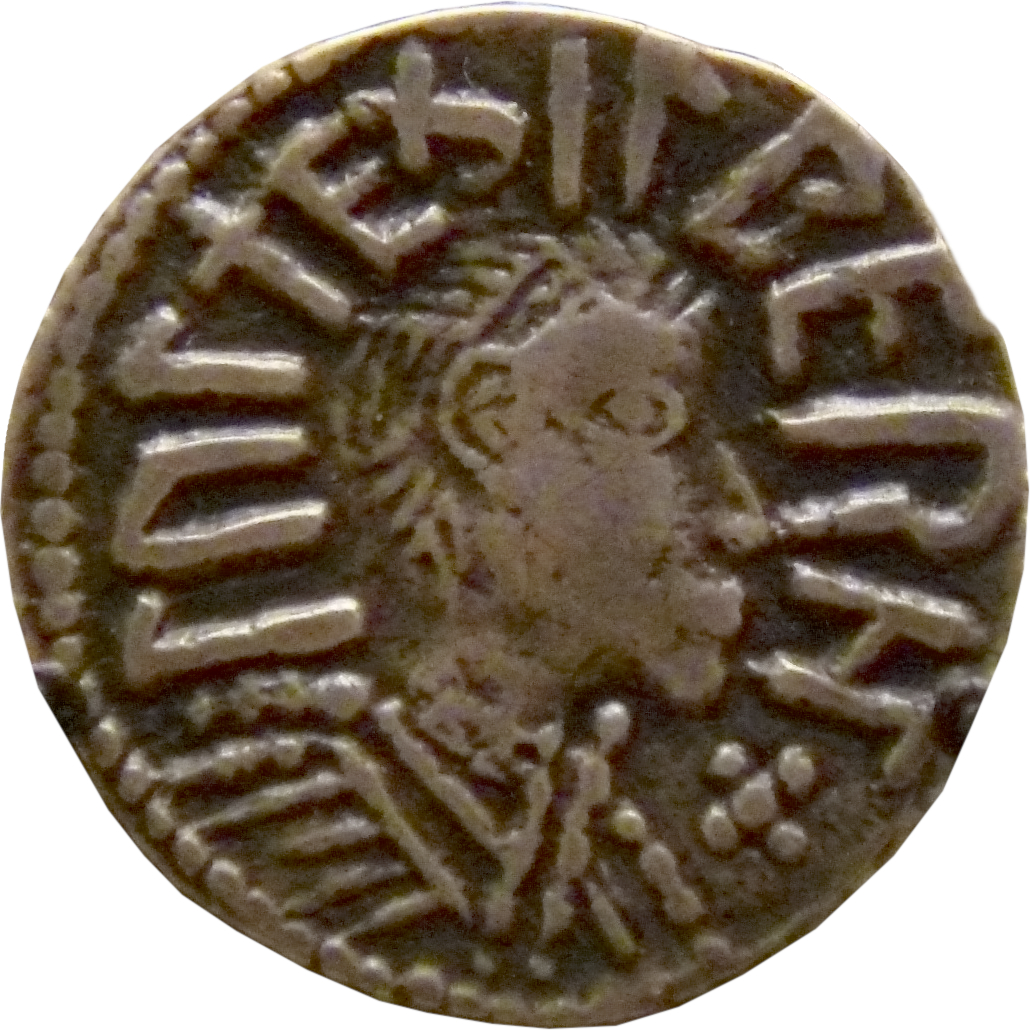
Münze Æthelberht II.

Æthelberht II. (auch Æthelbert, Æthelberct, Æþelberht, Æðelbriht, Æðelbyrht; † 762) war von 725 bis zu seinem Tod (Ober-)König des angelsächsischen Königreiches Kent. Er stammte aus der Dynastie der Oiscingas.

## Leben
Er war ein Sohn des Königs Wihtred (690/691–725). Seine Mutter war entweder Cynegyth, Æthelburg oder Wærburg, eine der Ehefrauen Wihtreds. 725 starb Wihtred. Erben des Königreiches waren seine Söhne Æthelberht II., Eadberht I. und Ealric. Æthelberht erhielt als ältester den Osten Kents und die Oberherrschaft, Eadberht regierte in West-Kent, während Ealric, der aus den Quellen verschwand, wohl untergeordneter Mitkönig wurde. Vermutlich starb Ealric bald. Im Gegensatz zu dieser heute weitgehend akzeptierten Darstellung, nennt die Angelsächsische Chronik Eadberht als alleinigen Thronfolger, dem Æthelberht im Jahr 748 nachfolgte.
Vor 731 geriet Kent unter die Oberherrschaft Mercias, dessen König Æthelbald schließlich den Süden Englands dominierte. 748 starb Æthelberhts Bruder Eadberht I. und dessen Sohn Eardwulf (748 bis vor 762) wurde König im Westen Kents. Æthelberht übertrug Ländereien an die St-Andrew-Kirche in Rochester. Neben weiteren Chartas blieb auch ein Brief Æthelberhts an Bonifatius, den „Apostel der Deutschen“, erhalten. Mit Eardwulfs Tod endete die Herrschaft der Dynastie der Oiscingas im Westen Kents. Sein Nachfolger wurde Sigered, der vermutlich aus der Königsdynastie von Essex stammte. Æthelberht selbst starb 762 und wurde in der Abteikirche „Peter und Paul“ in Canterbury beigesetzt. Nachfolger als König wurde Eadberht II., der wahrscheinlich ein Verwandter von ihm war.